# Joséphine Fresson
Pour les articles homonymes, voir Fresson.
Joséphine Fresson, née en 1956, est une actrice française,.
Elle est la fille de l'acteur Bernard Fresson (1931-2002) et de l'actrice Frédérique Ruchaud (1924-2014).

## Filmographie partielle
- 1977 : La Zizanie
- 1979 : I... comme Icare
- 1989 : Les Deux Fragonard de Philippe Le Guay
- 1990 : Maman de Romain Goupil
- 1991 : Albert souffre
- 1992 : Parfois trop d'amour
- 1993 : Lettre pour L... de Romain Goupil
- 1995 : Ma femme me quitte
- 1998 : À mort la mort !
- 2011 : Qui a envie d'être aimé ? de Anne Giafferi

## Théâtre
- 2006 : La Dernière Nuit pour Marie Stuart de Wolfgang Hildesheimer, adaptation et mise en scène de Didier Long - Théâtre Marigny
- 2012 : Les Larmes amères de Petra von Kant de Rainer Werner Fassbinder, mise en scène Philippe Calvario,   Théâtre de l'Athénée-Louis-Jouvet